# Félix Fanés
Fèlix Fanés (Barcelona, 1948) (de nom complet Fèlix Ibáñez i Fanés) fou catedràtic d'història de l'art a la Universitat Autònoma de Barcelona, si bé actualment està ja jubilat. Cofundador de la revista Arc Voltaic (1977), Fanés va ser el primer director de L'Avenç (1977-1979), va iniciar els cursos d'història de l'art de l'Institut d'Humanitats de Barcelona (1987-1992) i va posar en marxa el Centre d'Estudis de la Fundació Gala-Salvador Dalí de Figueres (1991-2000).
Estudiós de la visualitat contemporània, ha publicat diversos estudis sobre art, cinema i literatura del segle xx, com ara Salvador Dalí. The construction of the image (Yale University Press, 2007) i Joan Miró. Pintura, collage, cultura de masas (Alianza Editorial, 2007). Ha estat el comissari de l'exposició Dalí. Cultura de masses (CaixaForum, Barcelona / Reina Sofía, Madrid, 2004), Dalí and Films (Tate Modern, Londres / MoMA, Nova York, 2007), Picasso 1899. Un collage abans del collage (Museu Picasso, Barcelona, 2012) i Barcelona, zona neutral 1914-1918 (Fundació Joan Miró, 2014), amb Joan Maria Minguet i Batllori. Al marge de la seva activitat acadèmica, ha publicat un assaig periodístic La vaga de tramvies de 1951 (Una crònica de Barcelona) (Laia, 1977), la novel·la La germana fosca (Destino, 1988) i el dietari Diari de guerra. Nova York, tardor 2001 (L'Avenç, 2011), que recull l'estada de l'autor a Nova York durant els tres mesos posteriors a l'atemptat contra el World Trade Center.